# Filostomídeos
Filostomídeos (em latim: Phyllostomidae) é uma família de morcegos encontrada em regiões tropicais e subtropicais das Américas, cujos representantes são caracterizados por possuírem uma folha nasal, membranosa em forma de lança ou ovalada, na extremidade do focinho. Entretanto, na subfamília Desmodontinae, a folha nasal é reduzida. A folha nasal auxilia na emissão de ultrassons usados no sistema de ecolocalização destes morcegos. O grupo é o segundo em número de espécies na ordem Chiroptera e agrupa 55 gêneros e 160 espécies, incluindo os morcegos conhecidos como vampiros. A família Phyllostomidae é tradicionalmente dividida em 6 subfamílias: Phyllostominae, Phyllonycterinae, Glossophaginae, Carolliinae, Stenodermatinae e Desmodontinae. Contudo, estudos de filogenia molecular propõem que as subfamílias Phyllostominae e Carolliinae são, respectivamente,  polifilética e parafilética, e precisam ser subdivididas.Uma proposta recente classifica a família em 11 subfamílias.
É a família de morcegos mais numerosa no território brasileiro, com pelo menos 90 espécies. É também a família de mamíferos com a maior diversidade de hábitos alimentares. Os morcegos filostomídeos participam de todas as funções e serviços ecossistêmicos nas quais morcegos em geral estão envolvidos, desde a dispersão de sementes até a predação de insetos.

## Taxonomia e Sistemática
A família Phyllostomidae é classificada na superfamília Noctilionoidea, junto com as famílias Mystacinidae, Furipteridae, Noctilionidae, Mormoopidae e Thyropteridae. Todas as famílias de Noctilionoidea, exceto Mystacinidae que é endêmica da Nova Zelândia com registro fóssil para a Austrália, possuem distribuição predominantemente neotropical, indicando uma origem gondwânica para a superfamília. O grupo-irmão de Phyllostomidae é Mormoopidae, a família que inclui os gêneros Pteronotus e Mormoops.
Os fósseis mais antigos de Phyllostomidae são de La Venta, Colômbia e datam do Mioceno médio, com aproximadamente 16 milhões de anos. Os gêneros mais antigos no registro fóssil são Notonycteris†, Palynephyllum†, e Tonatia. Dentre as espécies extintas no Pleistoceno merece destaque o morcego-vampiro gigante, Desmodus draculae, registrado em cavernas do Brasil, em São Paulo e na Bahia.

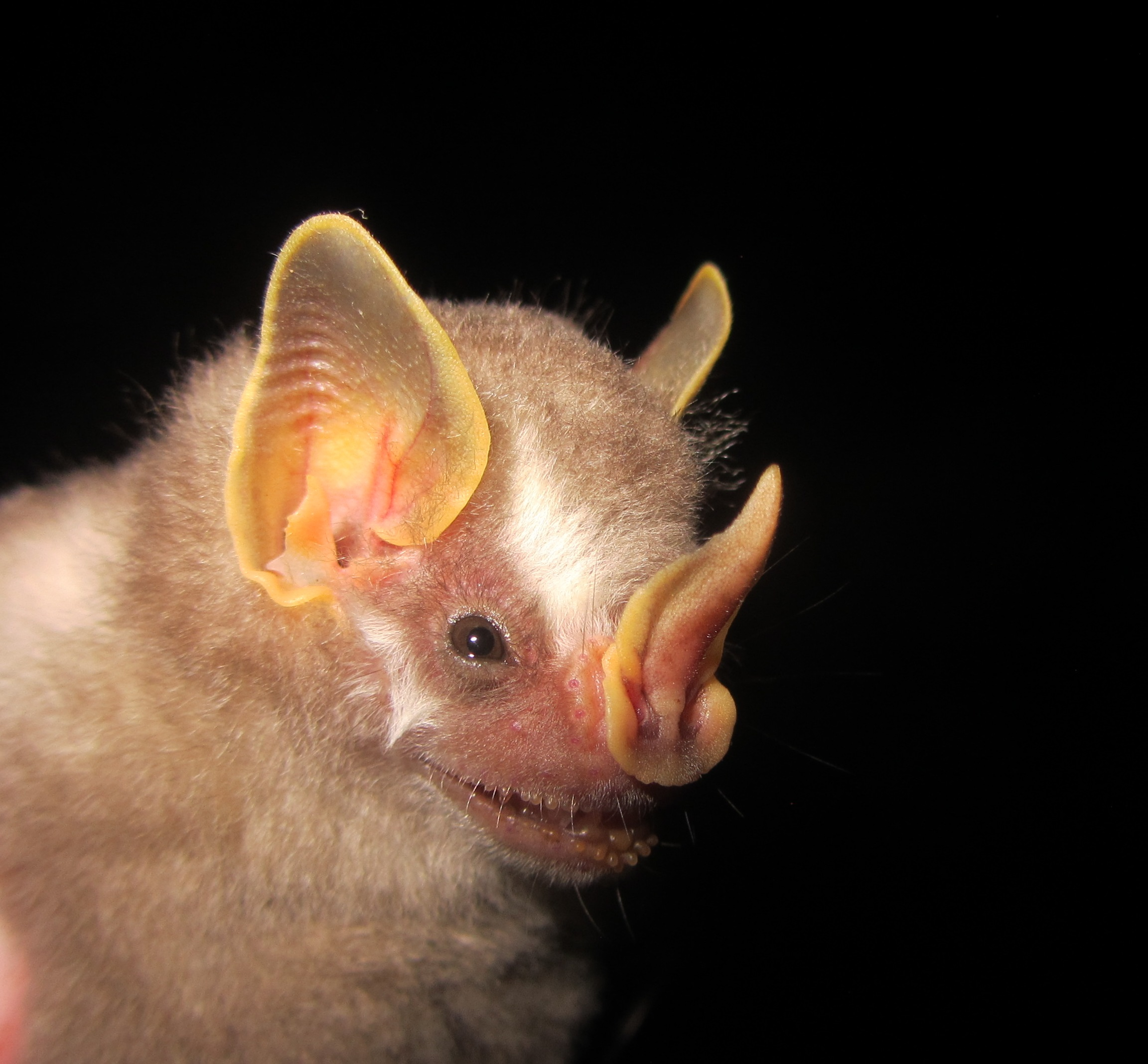
Dermanura sp., notar a folha nasal.

## Classificação
Sistemática segundo Baker et al. (2016):
- Família Phyllostomidae Gray, 1825
  - Subfamília Macrotinae Van Den Bussche, 1992
    - Macrotus Gray, 1843

  - Subfamília Micronycterinae Van Den Bussche, 1992
    - Lampronycteris Sanborn, 1949
    - Micronycteris Gray, 1866

  - Subfamília Desmodontinae Bonaparte, 1845
    - Desmodus Wied-Neuwied, 1826
    - Diaemus Miller, 1906
    - Diphylla Spix, 1823

  - Subfamília Lonchorhininae Gray, 1866
    - Lonchorhina Tomes, 1863

  - Subfamília Phyllostominae Gray, 1825
    - Americanycteris † Morgan et al., 2023
    - Chrotopterus Peters, 1865
    - Gardnerycteris Hurtado & Pacheco, 2014
    - Lophostoma d'Orbigny, 1836
    - Macrophyllum Gray, 1838
    - Mimon Gray, 1847
    - Notonycteris † Savage, 1951
    - Phylloderma Peters, 1865
    - Phyllostomus Lacépède, 1799
    - Tonatia Gray, 1827
    - Trachops Gray, 1847
    - Vampyrum Rafinesque, 1815 

  - Subfamília Glossophaginae Bonaparte, 1845
    - Anoura Gray, 1838
    - Brachyphylla Gray, 1834
    - Choeroniscus Thomas, 1928
    - Choeronycteris Tschudi, 1844
    - Dryadonycteris Nogueira, Lima, Peracchi & Simmons, 2012[nota 1]
    - Glossophaga É. Geoffroy, 1818
    - Hylonycteris Thomas, 1903 
    - Leptonycteris Lydekker, 1891
    - Lichonycteris Thomas, 1895
    - Monophyllus Leach, 1821
    - Musonycteris Schaldach & McLaughlin, 1960
    - Scleronycteris Thomas, 1912
    - Erophylla Miller, 1906
    - Phyllonycteris Gundlach, 1861

  - Subfamília Lonchophyllinae Griffiths, 1982
    - Hsunycteris Parlos, Timm, Zwier, Zeballos & Baker, 2014[nota 2]
    - Lionycteris Thomas, 1913
    - Lonchophylla Thomas, 1903
    - Palynephyllum † Czaplewski et al., 2003
    - Platalina Thomas, 1928
    - Xeronycteris Gregorin & Ditchfield, 2005[nota 3]

  - Subfamília Carolliinae Miller, 1924
    - Carollia Gray, 1838

  - Subfamília Glyphonycterinae Baker et al., 2016
    - Glyphonycteris Thomas, 1896
    - Neonycteris Sanborn, 1949
    - Trinycteris Sanborn, 1949

  - Subfamília Rhinophyllinae Baker et al., 2016
    - Rhinophylla Peters, 1865

  - Subfamília Stenodermatinae Gervais, 1856
    - Artibeus Leach, 1821
    - Ametrida Gray, 1847 
    - Ardops Miller, 1906
    - Ariteus Gray, 1838
    - Centurio Gray, 1842
    - Chiroderma Peters, 1860
    - Cubanycteris † Mancina & García-Rivera, 2005
    - Dermanura Gervais, 1856[nota 4]
    - Ectophylla H. Allen, 1892
    - Enchisthenes Andersen, 1906
    - Koopmania Owen, 1991[nota 5]
    - Mesophylla Thomas, 1901
    - Phyllops Peters, 1865
    - Platyrrhinus Saussure, 1860
    - Pygoderma Peters, 1863
    - Sphaeronycteris Peters, 1882
    - Stenoderma É. Geoffroy, 1818
    - Uroderma Peters, 1865
    - Vampyressa Thomas, 1900
    - Vampyriscus Thomas, 1900[nota 6]
    - Vampyrodes Peters, 1865
    - Sturnira Gray, 1842